# Donnersbachwald
Donnersbachwald là một xã cũ thuộc huyện Liezen bang Steiermark, nước Áo. Đô thị Donnersbachwald có diện tích 114,29 km², dân số thời điểm cuối năm 2008 là 364 người.